# Brooks (Kentucky)
Brooks es un lugar designado por el censo ubicado en el condado de Bullitt en el estado estadounidense de Kentucky. En el Censo de 2010 tenía una población de 2401 habitantes y una densidad poblacional de 205 personas por km².

## Geografía
Brooks se encuentra ubicado en las coordenadas 38°3′59″N 85°43′00″O / 38.06639, -85.71667. Según la Oficina del Censo de los Estados Unidos, Brooks tiene una superficie total de 11.71 km², de la cual 11.63 km² corresponden a tierra firme y (0.66%) 0.08 km² es agua.

## Demografía
Según el censo de 2010, había 2401 personas residiendo en Brooks. La densidad de población era de 205 hab./km². De los 2401 habitantes, Brooks estaba compuesto por el 94.84% blancos, el 1% eran afroamericanos, el 0.46% eran amerindios, el 0.62% eran asiáticos, el 0.08% eran isleños del Pacífico, el 1.75% eran de otras razas y el 1.25% pertenecían a dos o más razas. Del total de la población el 3.5% eran hispanos o latinos de cualquier raza.